# Gosztonyi Nándor
Gosztonyi Nándor Lajos (Völcsej, 1891. május 10. - Rábaszovát, 1950. október 21.) tanár, jószágkormányzó, a komáromi társadalmi élet fontos tagja.

## Élete
A gimnáziumot Kőszegen végezte, majd 1910-ben belépett a bencés rendbe. Pannonhalmán teológiát tanult, 1917-ben ünnepi fogadalmat tett, majd pappá szentelték.
Komáromban a bencés gimnáziumban magyar-latin tanár lett. 1923. május 4-én a Hími határincidens megtorlásaképp kiutasították Mórocz Emilián volt igazgatóval együtt. 1923-ban Bakonybélen lett lelkész, 1924-től Magyaróváron gazdasági akadémia hallgatója. 1926-tól Győrött, 1929-től Zalaapátiban jószágkormányzó, 1930-tól házgondok is. 1931-től Celldömölkön, 1932-től Pannonhalmán, 1938-tól Pápán, 1942-től Celldömölkön, 1943-tól Zalaapátiban jószágkormányzó. 1943-1946 között alperjel is. 1946-tól Tihanyban házgondnok, 1947-től Balatonfüreden fürdőkormányzó, 1948-tól Pannonhalmán számvevő, 1949-től Kőszegen betegeskedett.
A Jókai Egyesület és a Magyar Tanító Egyesület titkára, a komáromi Legényegylet elnöke, a komáromi katolikus iskolaszék tagja volt. A Magyar Tanító társszerkesztője, a Komáromi Lapok egyik főmunkatársa.
Álnevei komáromi és pozsonyi lapokban: Gin (1918-23); Horpácsi Géza; Recenzens; Soproni; Vindex.

## Művei
- 1922 Tervszerű magyar kultúrpolitika. Komárom (Komáromi Lapok)